# Fabrizio Giannini
Fabrizio Giannini (Milano, 1º marzo 1960) è un dirigente d'azienda e produttore discografico italiano.
È stato responsabile dell'A&R e direttore artistico della WEA Italiana, direttore artistico e generale della CGD East West (Warner Music) e Senior Director New Local Artists & New Talents e general manager della divisione musicale per la EMI. Ha scoperto e fatto firmare i primi contratti discografici ad alcuni tra i più importanti artisti italiani, tra cui Laura Pausini, Luciano Ligabue e Tiziano Ferro. È inoltre stato manager e produttore di alcuni artisti quali Tiziano Ferro, Giorgia, Giusy Ferreri, Eros Ramazzotti e Nina Zilli.

## Biografia
Figlio di Giuseppe Giannini, dirigente della CGD, inizia la propria carriera lavorando con ruoli minori presso la compagnia discografica del padre. Nel 1985 si sposta alla CBS dove ricopre il ruolo di Local Product Manager & A&R Manager.
Nel 1988 si trasferisce alla EMI, dove si occupa della ricerca di nuovi artisti e mette sotto contratto i Ladri di biciclette che vedranno un buon successo commerciale col loro primo album. Due anni dopo viene assunto dalla WEA Italiana di cui diventa direttore artistico. A pochi anni dal nuovo incarico fa firmare il primo contratto discografico a Luciano Ligabue, che era stato precedentemente rifiutato da tutte le altre case discografiche. Due anni dopo mette sotto contratto Laura Pausini, che da lì a breve vincerà la sezione "Novità" del Festival di Sanremo 1993 dando inizio alla sua carriera; parallelamente fa firmare il primo contratto discografico anche a Irene Grandi.
Si sposta quindi alla CGD East West dove viene nominato direttore generale e nel 2001 torna alla EMI col ruolo di Senior Director New Local Artists & New Talents. Alla EMI fa firmare i primi contratti discografici a vari artisti tra i quali Tiziano Ferro, pochi giorni dopo l'assunzione del nuovo incarico. Successivamente viene nominato deputy managing director e general manager della divisione musicale, sempre alla EMI.
Nel 2007 si dimette dalla EMI e fonda la A&R Management, società di produzioni discografiche e management. In quello stesso anno firma un contratto di management con Tiziano Ferro per curarne le attività artistiche. Diventa manager anche di altri artisti tra i quali Giorgia, Giusy Ferreri, Eros Ramazzotti e Nina Zilli.
Dal 2013 al 2015 è stato manager anche di Michele Bravi. Nel 2017 la cantante Elodie annuncia una nuova collaborazione con Giannini, terminata poi nel 2019.
Nel 2024 finisce la collaborazione tra Fabrizio Giannini e Tiziano Ferro, durata 23 anni.